# Clefs
Clefs ([kle] ) ist eine ehemalige französische Gemeinde mit 1.064 Einwohnern (Stand: 1. Januar 2022) im Département Maine-et-Loire in der Region Pays de la Loire. Sie gehörte zum Arrondissement Saumur. Die Bewohner werden Cléfois und Cléfoises genannt.
Der Erlass des Präfekten vom 19. November 2012 legte mit Wirkung zum 1. Januar 2013 die Eingliederung von Clefs als Commune déléguée zusammen mit der früheren Gemeinde Vaulandry zur Commune nouvelle Clefs-Val d’Anjou fest.
Der Erlass des Präfekten vom 10. Juli 2015 legte mit Wirkung zum 1. Januar 2016 eine Neugründung der Commune nouvelle Baugé-en-Anjou fest, im Zuge dessen Clefs als Commune déléguée gemeinsam mit 14 weiteren Orten zusammengelegt wurde. Die bisherige Commune nouvelle Clefs-Val d’Anjou wurde hiermit aufgelöst.

## Geografie

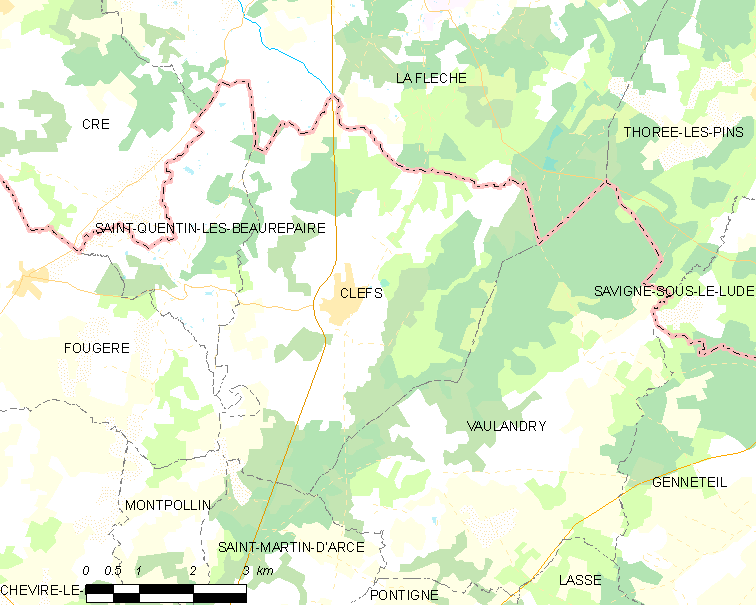
Karte von Clefs

Clefs liegt etwa 40 Kilometer nordöstlich von Angers, etwa 47 Kilometer südwestlich von Le Mans und etwa 40 Kilometer nördlich von Saumur in der Région naturelle des Baugeois an der Grenze zum Département Sarthe. Das Gebiet von Clefs liegt im Pariser Becken auf einer gewellten Hochebene. Das Zentrum befindet sich auf etwa 60 m Höhe. Nach Südwesten hin hebt sich das Bodenrelief mit einem isolierten Hügel, auf dem mit 97 m auch die höchste Erhebung des Ortsgebiets gemessen wird. Clefs liegt im Einzugsgebiet der Loire und wird hauptsächlich entwässert vom Ruisseau de Mélinais, der das Ortsgebiet nach Norden begrenzt und vom Ruisseau de la Pagerie. Zu Clefs gehören die Weiler und Höfe La Remenoutière, Le Percher, La Basse Maricaudière, La Croix de Roussay, Montjoie, Le Verger, La Joutelière, L’Orangerie, Les Guiberdières, La Cour du Liège.
Umgeben wird Clefs von der Nachbargemeinde und fünf Communes déléguées von Baugé-en-Anjou:
|                                                          | La Flèche (Sarthe)                          |                              |
| Saint-Quentin-lès-Beaurepaire (Commune déléguée)         | Kompassrose, die auf Nachbargemeinden zeigt | Vaulandry (Commune déléguée) |
| Montpollin (Commune déléguée) Fougeré (Commune déléguée) | Saint-Martin-d’Arcé (Commune déléguée)      |                              |

## Geschichte

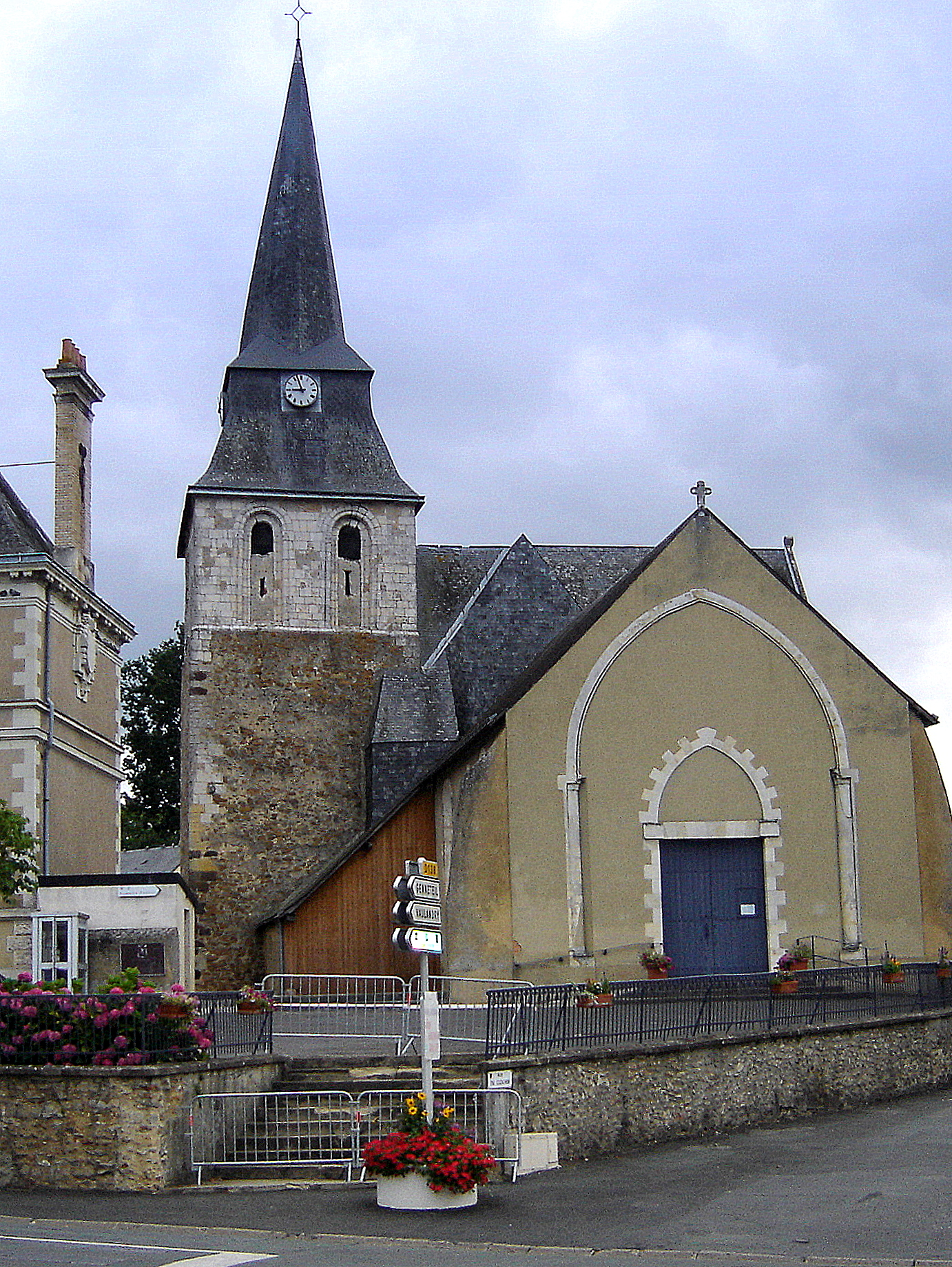
Kirche Notre-Dame in Clefs

Im 11. Jahrhundert ist die erste Kirche Notre-Dame bekannt. 1138 gründeten dann Augustiner das Kloster Saint-Jean de Mélinais, das in der 1. Hälfte des 17. Jahrhunderts noch einmal umfangreich restauriert wurde.
Das Lehen wurde wahrscheinlich von Grafen von Anjou von seinem Landgut in Baugé abgetrennt und gehörte seit der ersten Hälfte des 11. Jahrhunderts einer Ritterfamilie, die möglicherweise aus der Normandie stammte. Im 15. Jahrhundert ging das Lehen an das Haus Bueil über, gegen 1580 an das haus Acigné. Unter dem Ancien Régime war Clefs von der angevinischen Ballei von Baugé, dem Bistum Angers, dem Erzpriestertum von Lude abhängig und gehörte zum Salzsteuerbezirk von La Flèche. Im Jahre 1793 lieferte sich die Armee der Vendée im Rahmen des Aufstands eines der letzten Gefechte in der Umgegend. Im Rahmen des Deutsch-Französischen Kriegs gab es im Januar 1871 einen Einsatz in der Nähe des Herrenhauses La Bertraie.

## Bevölkerungsentwicklung

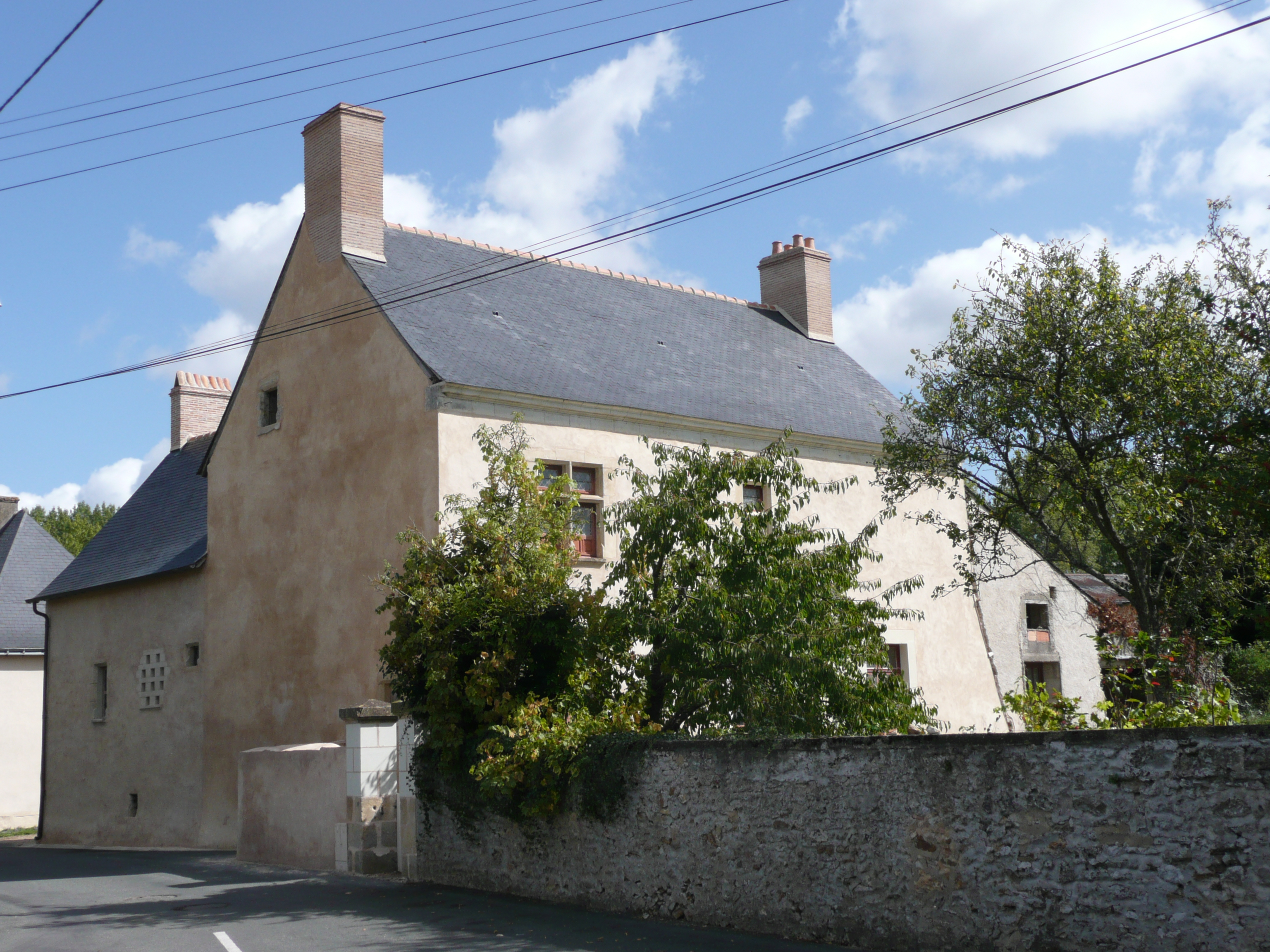
„Schloss von Clefs“

| Clefs: Einwohnerzahlen von 1793 bis 2020                                                                                   | Clefs: Einwohnerzahlen von 1793 bis 2020 | Clefs: Einwohnerzahlen von 1793 bis 2020 | Clefs: Einwohnerzahlen von 1793 bis 2020 | Clefs: Einwohnerzahlen von 1793 bis 2020 |
| --- | ---------------------------------------- | ---------------------------------------- | ---------------------------------------- | ---------------------------------------- |
| Jahr |                                          |                                          |                                          | Einwohner                                |
| 1793 | 1793                                     |                                          | 1.100                                    | 1.100                                    |
| 1800 | 1800                                     |                                          | 915                                      | 915                                      |
| 1806 | 1806                                     |                                          | 1.026                                    | 1.026                                    |
| 1821 | 1821                                     |                                          | 1.134                                    | 1.134                                    |
| 1831 | 1831                                     |                                          | 1.208                                    | 1.208                                    |
| 1841 | 1841                                     |                                          | 1.230                                    | 1.230                                    |
| 1846 | 1846                                     |                                          | 1.234                                    | 1.234                                    |
| 1851 | 1851                                     |                                          | 1.236                                    | 1.236                                    |
| 1856 | 1856                                     |                                          | 1.292                                    | 1.292                                    |
| 1861 | 1861                                     |                                          | 1.241                                    | 1.241                                    |
| 1866 | 1866                                     |                                          | 1.212                                    | 1.212                                    |
| 1872 | 1872                                     |                                          | 1.285                                    | 1.285                                    |
| 1876 | 1876                                     |                                          | 1.210                                    | 1.210                                    |
| 1881 | 1881                                     |                                          | 1.269                                    | 1.269                                    |
| 1886 | 1886                                     |                                          | 1.230                                    | 1.230                                    |
| 1891 | 1891                                     |                                          | 1.206                                    | 1.206                                    |
| 1896 | 1896                                     |                                          | 1.166                                    | 1.166                                    |
| 1901 | 1901                                     |                                          | 1.101                                    | 1.101                                    |
| 1906 | 1906                                     |                                          | 1.105                                    | 1.105                                    |
| 1911 | 1911                                     |                                          | 1.107                                    | 1.107                                    |
| 1921 | 1921                                     |                                          | 1.010                                    | 1.010                                    |
| 1926 | 1926                                     |                                          | 1.003                                    | 1.003                                    |
| 1931 | 1931                                     |                                          | 1.002                                    | 1.002                                    |
| 1936 | 1936                                     |                                          | 904                                      | 904                                      |
| 1946 | 1946                                     |                                          | 880                                      | 880                                      |
| 1954 | 1954                                     |                                          | 897                                      | 897                                      |
| 1962 | 1962                                     |                                          | 803                                      | 803                                      |
| 1968 | 1968                                     |                                          | 806                                      | 806                                      |
| 1975 | 1975                                     |                                          | 836                                      | 836                                      |
| 1982 | 1982                                     |                                          | 894                                      | 894                                      |
| 1990 | 1990                                     |                                          | 801                                      | 801                                      |
| 1999 | 1999                                     |                                          | 869                                      | 869                                      |
| 2006 | 2006                                     |                                          | 950                                      | 950                                      |
| 2013 | 2013                                     |                                          | 992                                      | 992                                      |
| 2020 | 2020                                     |                                          | 1.000                                    | 1.000                                    |
| Quelle(n): EHESS/Cassini bis 1999, INSEE ab 2006 Anmerkung(en): Ab 1962 offizielle Zahlen ohne Einwohner mit Zweitwohnsitz |                                          |                                          |                                          |                                          |

## Sehenswürdigkeiten
- Der Palas, genannt „Schloss von Clefs“ oder „Herrenhaus von Toury“, aus der ersten Hälfte des 16. Jahrhunderts ist seit 1998 als Monument historique eingeschrieben
- Die Pfarrkirche Notre-Dame besitzt ein einschiffiges Langhaus aus dem 11. Jahrhundert und einen Glockenturm aus dem 12. Jahrhundert. 1875 wurde der ehemalige Chor abgerissen und ein neuer westlich des Langhauses sowie ein Querschiff errichtet.
- Herrenhaus im Weiler La Cour du Liège aus dem 16. Jahrhundert
- Herrenhaus im Weiler La Grelandière aus dem 15. oder 16. Jahrhundert
- Herrenhaus im Weiler La Rouillé aus dem 17. Jahrhundert
- Herrenhaus im Weiler La Roche, erbaut 1520
- Herrenhaus (Maison de maître) im Weiler La Bertraie aus dem 19. Jahrhundert
- Herrenhaus (Maison de maître) im Weiler Roussay aus dem 18./19. Jahrhundert